# Gara-dake
Gara-dake (Transkription von japanisch がら岳 ‚Berg‘) ist ein 2247 m hoher Berg im ostantarktischen Königin-Maud-Land. Er ragt im nördlichen Teil der Belgica Mountains auf.
Japanische Wissenschaftler fotografierten ihn 1976 aus der Luft, nahmen zwischen 1979 und 1980 Vermessungen vor und benannten ihn 1981.